# Câu lạc bộ bóng đá Hải Phòng
Câu lạc bộ bóng đá Hải Phòng là một câu lạc bộ bóng đá chuyên nghiệp có trụ sở tại Thành phố Hải Phòng, Việt Nam. Hiện nay đội bóng đang thi đấu tại V.League 1. Đây là một trong những đội bóng có truyền thống và giàu thành tích nhất của Việt Nam. Hải Phòng FC cũng là câu lạc bộ lâu đời nhất Việt Nam mà hiện tại vẫn còn đang hoạt động.

## Lịch sử
Năm 1906, Hải Phòng lúc bấy giờ là địa phương đầu tiên có câu lạc bộ bóng đá gồm Olympique Hải Phòng, Mũi Tên (La Flèche), Trung Học (Radium), Thanh niên Bắc Kỳ (La Jeunesse Tonkinoise) và Voi Vàng Miền Biển. Báo chí thời đó đề cập năm 1909, hai đội Lê Dương Đáp Cầu (Legion Đáp Cầu) và Olympique Hải Phòng đối đầu với nhau. Trận lượt đi, Olympique Hải Phòng thắng 2-1 nhưng lượt về thì phải nhận một trận thua.
Những năm thập niên 30, bóng đá Hải Phòng có cặp đôi Nguyễn Lan và Nguyễn Thông mang lại nhiều thành công cho đội, nhưng tất cả 5 đội bóng đều giải tán sau Cách mạng tháng Tám 1945. Vì vậy tiền thân của câu lạc bộ được xem là đội bóng đá Công an Hải Phòng.Đội bóng này được thành lập vào năm 1952, từng 10 lần vô địch giải hạng A miền Bắc cũng như 2 lần vô địch Cúp Quốc gia, vô địch môn bóng đá nam thuộc Đại hội Thể dục thể thao toàn quốc 3 lần cùng với 2 lần vô địch giải SKDA và 2 lần vô địch Giải hạng nhất. Nhiều cầu thủ tên tuổi làm nên lịch sử đội bóng gồm có: Đặng Văn Dũng, Đinh Thế Nam, Nguyễn Trọng Đán, Vũ Trọng Hà, Nguyễn Trung Dũng, Trần Bình Sự, Chu Văn Mùi, Nguyễn Trọng Lộ, Nguyễn Trọng Đán, Nguyễn Thành Kiểm, Nguyễn Văn Giai, Trần Thái Bảo, Vũ Sông Thao, thủ môn Phạm Văn Hùng. Tuy vậy đây là đội bóng duy nhất của "thành phố hoa phượng đỏ" còn tồn tại sau khi chế độ bao cấp bị xóa bỏ, trong khi một loạt đội bóng mạnh khác của thành phố cảng bị giải thể như Điện lực Hải Phòng (giải thể năm 1992), Cảng Hải Phòng (giải thể năm 1991), Hóa chất sông Cấm, Quân khu 3 hay trước đó là Xi măng Hải Phòng (sau đổi tên thành Công nhân Xây dựng Hải Phòng).
Sau mùa giải 2001-02, khi một lần nữa phải xuống chơi ở giải Hạng nhất, nhận thấy không còn phù hợp với nền bóng đá chuyên nghiệp mới được xây dựng tại Việt Nam, ngành Công an Hải Phòng đã quyết định chuyển giao đội bóng về Sở Thể dục Thể thao (TDTT) Thành phố Hải Phòng. Trong những năm đầu đặt dưới sự quản lý của Sở TDTT, ban lãnh đạo chọn mô hình kết hợp với một doanh nghiệp tài trợ; đội lần lượt ghép tên với Thép Việt Úc, Mitsustar Haier rồi Vạn Hoa. Mặc dù đội có những cầu thủ nổi bật như trung vệ Nguyễn Trường Giang, tiền đạo Julien Nsiengyumva (Rwanda), Jimmy Mulisa hay Tô Đức Cường nhưng mô hình này tỏ ra không mấy thành công, đội tiếp tục ngược xuôi giữa giải chuyên nghiệp và giải hạng Nhất.
Ngày 16 tháng 10 năm 2007, Sở Thể dục thể thao Hải Phòng giao cho Công ty Xi măng Hải Phòng quản lý và điều hành. Câu lạc bộ đổi tên thành Xi măng Hải Phòng, gây ra một sự nhầm lẫn nhỏ với một đội bóng cùng tên tồn tại trước đây của công ty vào thời bao cấp.
Sau khi được chuyển giao về cho Xi măng Hải Phòng quản lý, câu lạc bộ ngay lập tức thi đấu khởi sắc trong mùa bóng đầu tiên quay trở lại V.League và giành hạng Ba chung cuộc dưới sự dẫn dắt của huấn luyện viên Vương Tiến Dũng. Tại mùa giải ngay sau đó, đội góp phần đánh dấu hai cột mốc cho sự phát triển của bóng đá Việt Nam khi thành công trong việc ký hợp đồng với cựu tuyển thủ Brasil, nhà vô địch World Cup 2002 Denílson về thi đấu cho đội tại giai đoạn 2 V-League 2009. Đây là cầu thủ nổi tiếng nhất về thi đấu tại Việt Nam tính đến thời điểm đó. Thêm vào đó, hội cổ động viên bóng đá Hải Phòng chính thức trở thành hội cổ động viên đầu tiên của Việt Nam được thành lập theo quyết định của Ủy ban nhân dân thành phố, có tư cách pháp nhân, con dấu và tài khoản riêng. Đội lúc đó có thêm nhiều cầu thủ nổi bật như thủ môn Đặng Tuấn Điệp, Đinh Xuân Việt, các hậu vệ Bùi Trọng Nghĩa, Mai Ngọc Quang, Đào Thế Phong, Ngô Anh Tuấn, Lê Bật Hiếu, các tiền vệ Nguyễn Minh Châu, Đặng Hồng Trường, Đồng Đức Thắng, các tiền đạo Đặng Văn Thành, Leandro Oliveira, Elenido De Jesus, Nguyễn Ngọc Thanh.
Bắt đầu từ mùa giải V-League 2011, Xi măng Hải Phòng được đổi tên thành Vicem Hải Phòng do câu lạc bộ có thêm nhà tài trợ mới là Tổng công ty công nghiệp Xi măng Việt Nam. Tuy nhiên, do đội bóng mất rất nhiều trụ cột nên thi đấu kém cỏi và cuối mùa xếp vị trí thứ 12. Sau mùa giải, HLV Vương Tiến Dũng bị sa thải. Đến cuối mùa bóng V-League 2012, đội thi đấu kém với vị trí chót bảng, phải xuống thi đấu ở Giải hạng Nhất mùa bóng 2013. Mặc dù vậy, với tiềm lực tài chính mạnh, đội đã mua một suất chơi V.League nên vẫn được tiếp tục thi đấu ở V.League 2013.

### Mùa giải 2014
Năm 2014, đơn vị chủ quản Vicem trả câu lạc bộ về cho thành phố, đội bóng đổi tên thành Câu lạc bộ bóng đá Hải Phòng. Mặc dù không còn tiềm lực tài chính mạnh như thời gắn tên Xi măng nhưng đội bóng lại có kết quả khả quan hơn trước: năm 2014 vô địch Cúp quốc gia,

### Mùa giải 2015
Năm 2015 đội đã có thời điểm dẫn đầu bảng xếp hạng V.League với 4 trận không để lọt lưới bàn nào. Đội kết thúc mùa giải ở vị trí thứ 6 trên bảng xếp hạng.

### Mùa giải 2016
Năm 2016, CLB Hải Phòng mặc dù không được đánh giá cao nhưng đã dẫn đầu bảng xếp hạng V.League trong phần lớn mùa giải, đáng chú ý là chuỗi trận thắng 7 trận liên tiếp trong 7 vòng đấu đầu tiên của giải. Song do hụt hơi trong những vòng đấu cuối cùng, Hải Phòng đã để Hà Nội T&T giành lấy chức vô địch trong sự tiếc nuối khi cả hai bằng điểm nhau và chỉ để thua chỉ số phụ.

### Mùa giải 2017
Năm 2017, đội chơi ổn định và kết thúc với vị trí thứ 7 chung cuộc.

### Mùa giải 2018
Năm 2018, đội có lúc tham gia cuộc đua cho chức vô địch nhưng về cuối mùa đội không giữ được sự ổn định khi chỉ cán đích vị trí thứ 6 chung cuộc. Đây là mùa giải cuối cùng của thủ môn của Đội tuyển Việt Nam Đặng Văn Lâm cho câu lạc bộ và anh đã giúp câu lạc bộ nhận ít bàn thua nhất giải với 26 bàn. Sau đó anh chuyển đến Thái Lan chơi cho CLB Muangthong United.

### Mùa giải 2019
Năm 2019, đội kết thúc với vị trí thứ 12 V.League. Đây là mùa giải ra mắt thành công của thủ môn trẻ Nguyễn Văn Toản khi cầu thủ này sau đó được triệu tập lên Đội tuyển Việt Nam tham dự King's Cup 2019 và được triệu tập lên đội tuyển U-23 Việt Nam tham dự SEA Games 30 tại Philippines và giành Huy chương vàng môn bóng đá nam chung cuộc. Đây cũng là mùa giải cuối cùng của HLV Trương Việt Hoàng sau 5 năm dẫn dắt CLB và rất nhiều công thần của đội bóng ra đi, trong đó nổi bật nhất là cặp đôi ngoại binh người Jamaica Andre Fagan và Jermie Lynch đến đầu quân cho Than Quảng Ninh.

### Mùa giải 2020
Năm 2020, đội bóng thi đấu không ấn tượng ở giải đoạn 1. Đến giai đoạn 2, bên CLB Than Quảng Ninh viện binh cho Hải Phòng 2 cầu thủ Mạc Hồng Quân và Nghiêm Xuân Tú, đội bóng mới may mắn trụ được hạng sau trận thắng kịch tính 3–2 trên sân của Nam Định.

### Mùa giải 2021

Biểu trưng cho mùa giải 2014–2021

Đội thi đấu đầu mùa giải 2021 vô cùng khởi sắc bằng các chiến thắng trước Viettel và Nam Định, tuy nhiên đại dịch COVID-19 đã khiến giải đấu tạm hoãn. Sau đó, đội thua nhiều trận liên tiếp. Sức ép nặng nề khiến chủ tịch Trần Mạnh Hùng phải thôi việc và người lên thay là Văn Trần Hoàn (biệt danh "Hoàn Pháo") - một cổ động viên nhiệt thành của bóng đá Hải Phòng. Được sự đầu tư mạnh mẽ cùng hàng loạt cải cách, đội thi đấu thăng hoa trở lại với chiến thắng trước Bình Phước và Sông Lam Nghệ An.

### Mùa giải 2022
Mùa giải 2022 với nhiều sự thay đổi lớn về mặt con người, Hải Phòng FC đã khởi đầu với chiến thắng tối thiểu 1–0 trên sân của Hồng Lĩnh Hà Tĩnh. Trở về sân nhà với mặt sân đạt tiêu chuẩn thế giới, Hải Phòng đã có chiến thắng kịch tính 2–1 trước Nam Định với pha lập công của Mpande ở phút 90+4, qua đó tặng món quà ý nghĩa cho NHM Đất Cảng trong ngày khai sân ở mùa giải mới. Chuỗi bất bại tiếp tục kéo dài đến hết vòng 5, cho đến khi phải chịu thua trước đại kình định Hà Nội FC. 4 vòng tiếp theo thành tích của đội không mấy ấn tượng khi chỉ có vỏn vẹn 1 chiến thắng trước Bình Định FC, thua Viettel FC trên sân nhà và thua 2 trận sân khách trước SLNA và Hồ Chí Minh City FC. Tuy nhiên, đội đã nhanh chóng lấy lại phong độ bằng chiến thắng tối thiểu 1–0 trước SHB Đà Nẵng trong trận cầu không khán giả . Sau đó đội tiếp tục vượt qua HAGL trên sân vận động Pleiku với tỉ số 2–1. Hải Phòng tiếp tục thăng hoa trong trận đầu tiên của giai đoạn lượt về khi đòi lại món nợ trước Hồ Chí Minh City FC với tỉ số 4–3 kịch tính. Chuỗi thắng tiếp tục lên con số 4 khi Hải Phòng đánh bại SHB Đà Nẵng trên sân Hoà Xuân với tỉ số 2–0. Ngay sau đó là chuỗi 3 trận hoà lần lượt trước Bình Định FC, HAGL và Viettel FC. Trận thắng trước Đông Á Thanh Hoá với tỉ số 1–0 và 2–1 trước Becamex Bình Dương giúp Hải Phòng giành vị trí thứ 2 trên BXH V.League 1 và chỉ còn kém Hà Nội FC 5 điểm, đồng thời kéo dài chuỗi trận bất bại lên con số 9. Sau trận thắng vất vả trước Becamex Bình Dương, Hải Phòng đã sẵn sàng cho trận đại chiến với đại kình địch Hà Nội FC. Và chuỗi trận bất bại vẫn không hề dừng lại, Hải Phòng đã có chiến thắng 3–2 trước đại kình địch Hà Nội trong một trận cầu nảy lửa, thu hẹp cách biệt với đội đầu bảng xuống 2 điểm. Trận thắng trước Sài Gòn FC, trận hoà trước Hồng Lĩnh Hà Tĩnh, trận thắng trước Nam Định và SLNA đã giúp Hải Phòng chính thức trở thành đội Á quân V.League 2022 với 48 điểm. Một mùa giải kết thúc thành công cho tập thể CLB Hải Phòng.

## Kình địch

### Hà Nội T&T (nay là Hà Nội FC)
Xét về yếu tố địa lý, Hải Phòng và Hà Nội là 2 thành phố lớn nhất miền Bắc, người Hải Phòng và người Hà Nội còn có những va chạm không liên quan tới bóng đá. Hải Phòng và Hà Nội cũng là địa phương CLB giàu thành tích bậc nhất miền Bắc, cuộc đối đầu với Hà Nội vì thế còn được mệnh danh là "Derby miền Bắc". Tính chất của trận đấu cũng giống như hai đội tuyển Việt Nam (Hải Phòng) và Thái Lan (Hà Nội FC).
Thực tế, các trận đấu giữa 2 đội luôn có sự quyết liệt ở trên sân, sự đối địch của các CĐV. Đình điểm là ở V.League 2016, khi Hà Nội vô địch nhờ hơn về hiệu số so với đội bóng đang cạnh tranh gắt gao khi ấy là Hải Phòng. Ngoài ra, các trận đấu còn nóng theo cả "nghĩa đen", với pháo sáng là đặc sản của đội bóng đất Cảng mỗi khi họ phải làm khách ở sân Hàng Đẫy. Ở mùa giải 2017, CLB Hải Phòng bị VFF kỷ luật phải đá trên sân nhà không có khán giả khi gây rối trong trận đấu với Hà Nội ở vòng 6 V.League. Trận lượt về mùa giải đó, một cơn "mưa" pháo sáng cùng hàng loạt các chai nước đã được ném xuống sân Mỹ Đình (do sân Hàng Đẫy đang tu sửa). Ban kỷ luật VFF đã ra án phạt cấm CĐV Hải Phòng đến sân khách hết lượt đi. Mùa 2018, CLB Hải Phòng bị ban kỷ luật VFF phạt kỷ lục hơn 300 triệu đồng vì CĐV đốt pháo sáng. Thế nhưng, đến vòng 6 V.League 2019, một lượng pháo sáng rất lớn lại tiếp tục được đốt. Ông Trần Anh Tú- Chủ tịch HĐQT kiêm TGĐ VPF cho biết trận đấu giữa Hà Nội và Hải Phòng là trận đấu có lượng pháo đốt "nhiều nhất từ trước đến nay" mà ông chứng kiến. Còn ông Vũ Xuân Thành – Trưởng Ban kỷ luật VFF cho rằng, phải có hàng thùng pháo sáng được CĐV Hải Phòng đưa vào SVĐ.
Theo một CĐV kỳ cựu của Hải Phòng cho hay, việc CĐV thích đốt và đốt pháo sáng trên sân của Hà Nội có nguyên nhân sâu xa. Thời còn Hà Nội ACB và Hoà Phát Hà Nội, CĐV Hải Phòng từng bị làm khó khi BTC tăng giá vé. Có những thời điểm CĐV Hải Phòng lên Hà Nội cổ vũ đã xảy ra va chạm với lực lượng an ninh. Theo CĐV này, từ đó mới sinh ra hành động rải tiền âm phủ ở các trận đấu tại Hàng Đẫy. Nhiều CĐV Hải Phòng bức xúc việc bầu Hiển cùng lúc sở hữu và liên quan đến nhiều đội bóng. Thế nên các CĐV Hải Phòng cho rằng, đội bóng của họ khó có cửa vô địch ở bất cứ mùa giải nào, kể cả khi thăng hoa nhất. Có nhiều lần, CĐV Hải Phòng đã căng băng-rôn phản cảm để phản đối bầu Hiển. Theo CĐV kỳ cựu này, pháo sáng đôi khi là một thông điệp mà CĐV Hải Phòng muốn mang đến trong bầu không khí quá khích. Những điều đó đã tích tụ qua các mùa giải và trở thành thói quen của nhiều thế hệ CĐV Hải Phòng.
Theo thống kê, trong hơn 10 năm đối đầu ở V.League, 2 đội Hải Phòng và Hà Nội FC đã ghi vào lưới của nhau 63 bàn thắng. Tiền đạo Hoàng Vũ Samson của CLB Hà Nội là người ghi nhiều bàn nhất với 12 pha lập công trong những lần 2 CLB đối đầu nhau.
Mùa Giải 2023–24 đội bóng đã chấm dứt chuỗi 13 năm không thắng trên sân Hàng Đẫy kể từ mùa giải 2010 với tỷ số là 5-3 với hattrick của Lucão do Break

## Tên gọi
- Công an Hải Phòng (1952-2002)
- Thép Việt - Úc Hải Phòng (2002-2004)
- Mitsustar Hải Phòng (2005)
- Mitsustar Haier Hải Phòng (2006)
- Vạn Hoa Hải Phòng (2007)
- Xi măng Hải Phòng (2008-2010)
- Vicem Hải Phòng (2011-2012)
- Xi măng Vicem Hải Phòng (2013)
- Câu lạc bộ bóng đá Hải Phòng (2014- nay)

## Trang phục thi đấu
| Giai đoạn | Hãng áo đấu | Nhà tài trợ in lên áo 1                                     | Nhà tài trợ in lên áo 2 |
| --------- | ----------- | ----------------------------------------------------------- | ----------------------- |
| 1998      | Grand Sport | Rennie                                                      | không có                |
| 2000-2001 | Adidas      | Highlands Coffee (V-League) Pepsi (cúp Quốc gia) Tiger Beer | Samsung SyncMaster      |
| 2001-2002 | Adidas      | Strata (V-League) Samsung (cúp Quốc gia) Tiger Beer         | Samsung SyncMaster      |
| 2003      | Grand Sport | Thép Việt - Úc                                              | Không có                |
| 2004      | Grand Sport | Vinausteel-HP                                               | Không có                |
| 2005      | Không có    | Mitsustar                                                   | Không có                |
| 2006      | Không có    | Mitsustar                                                   | Haier                   |
| 2007      | Không có    | Vạn Hoa                                                     | không có                |
| 2008-2010 | Grand Sport | Xi măng Hải Phòng                                           | không có                |
| 2011      | Grand Sport | Vicem                                                       | không có                |
| 2012      | Không có    | Vicem                                                       | không có                |
| 2013      | Adidas      | Vicem                                                       | không có                |
| 2014      | Không có    | Vicem                                                       | không có                |
| 2015      | Không có    | không có                                                    | không có                |
| 2016-2017 | Mitre       | không có                                                    | không có                |
| 2018      | Mitre       | Asanzo                                                      | không có                |
| 2019      | Jogarbola   | không có                                                    | không có                |
| 2020      | Jogarbola   | VTC3                                                        | không có                |
| 2021-2024 | Jogarbola   | không có                                                    | không có                |
| 2024-nay  | Kappa       | Mansion Sport                                               | LPBank                  |

| Áo đấu sân nhà | Áo đấu sân nhà | Áo đấu sân nhà | Áo đấu sân nhà | Áo đấu sân nhà |
| -------------- | -------------- | -------------- | -------------- | -------------- |
| 2012           | 2013(1)        | 2013(2)        | 2016-2018      | 2022           |

| Áo đấu sân khách | Áo đấu sân khách | Áo đấu sân khách | Áo đấu sân khách |
| ---------------- | ---------------- | ---------------- | ---------------- |
| 2012             | 2013             | 2016-2018        | 2022             |

| Áo đấu thứ 3 | Áo đấu thứ 3 | Áo đấu thứ 3 |
| ------------ | ------------ | ------------ |
| 2013         | 2016-2018    | 2022         |

## Thành tích
| Giải hạng nhất    | 2 | 1995, 2003 |
| Cúp Quốc gia      | 2 | 1995, 2014 |
| Siêu cúp Quốc gia | 1 | 2005       |

Giải hạng A Quốc gia/Giải A1 Quốc gia
-  Vô địch (10): 1957, 1959, 1960, 1961, 1963, 1965, 1966, 1967, 1968, 1970

Đại hội Thể dục Thể thao toàn quốc: (3) 1985, 1990, 1995
Giải bóng đá Công an, Cảnh sát các nước ASEAN:
- Á quân (1): 1998

Giải bóng đá nhi đồng U-11 toàn quốc: (1) 2000
Giải U-15 Quốc gia:
- Á quân (1): 2000

Giải U21 Quốc gia: Hạng ba (2) 2000, 2013
Giải bóng đá thành phố Hải Phòng: 1992
Giải bóng đá giao hữu Bắc Nam: 1994
BTV Cup: Hạng ba (2009)
Cup Hoa Lư: Vô Địch (2022)

## Tài trợ trang phục & áo đấu

### Tài trợ trang phục
- 2016-2018: Mitre
- 2019- nay: Jogarbola

### Tài trợ áo đấu
- 2011-2014:Vicem
- 2018: Asanzo
- 2020: VTC3

## Đội hình hiện tại
Ghi chú: Quốc kỳ chỉ đội tuyển quốc gia được xác định rõ trong điều lệ tư cách FIFA. Các cầu thủ có thể giữ hơn một quốc tịch ngoài FIFA.
| Số | VT | Quốc gia | Cầu thủ                                     |
| -- | -- | -------- | ------------------------------------------- |
| 1  | TM | Việt Nam | Nguyễn Đình Triệu (đội phó)                 |
| 4  | HV | Việt Nam | Đàm Tiến Dũng                               |
| 5  | HV | Việt Nam | Đặng Văn Tới                                |
| 6  | TV | Việt Nam | Nguyễn Thái Học (mượn từ Hà Nội)            |
| 9  | TĐ | Brasil   | Lucão do Break                              |
| 11 | TV | Việt Nam | Hồ Minh Dĩ                                  |
| 12 | TV | Việt Nam | Trần Vũ Ngọc Tài                            |
| 15 | TV | Việt Nam | Nguyễn Ngọc Tú (mượn từ Thể Công – Viettel) |
| 16 | HV | Việt Nam | Bùi Tiến Dụng                               |
| 17 | HV | Việt Nam | Phạm Trung Hiếu                             |
| 19 | TV | Việt Nam | Lê Mạnh Dũng                                |
| 21 | TĐ | Việt Nam | Ngô Văn Bắc (mượn từ Sông Lam Nghệ An)      |

| Số | VT | Quốc gia | Cầu thủ                                    |
| -- | -- | -------- | ------------------------------------------ |
| 23 | TV | Việt Nam | Nguyễn Văn Ngọc                            |
| 25 | TV | Haiti    | Bicou Bissainthe                           |
| 26 | TM | Việt Nam | Nguyễn Văn Toản                            |
| 27 | HV | Việt Nam | Nguyễn Nhật Minh                           |
| 29 | TV | Việt Nam | Nguyễn Văn Minh                            |
| 30 | TV | Việt Nam | Lương Hoàng Nam                            |
| 36 | TM | Việt Nam | Phạm Văn Luân                              |
| 38 | HV | Việt Nam | Nguyễn Trọng Hiếu                          |
| 39 | TV | Hoa Kỳ   | Mark Huynh                                 |
| 45 | TV | Việt Nam | Nguyễn Thành Đồng                          |
| 56 | HV | Việt Nam | Nguyễn Duy Kiên                            |
| 58 | TM | Việt Nam | Phạm Thành Long                            |
| 77 | TV | Việt Nam | Nguyễn Hữu Sơn                             |
| 79 | TV | Việt Nam | Nguyễn Tuấn Anh                            |
| 88 | TV | Việt Nam | Nguyễn Văn Tú (mượn từ Thể Công – Viettel) |
| 97 | TV | Việt Nam | Triệu Việt Hưng (đội trưởng)               |
| 99 | TĐ | Nigeria  | Fred Friday                                |

### Không nằm trong danh sách thi đấu
Ghi chú: Quốc kỳ chỉ đội tuyển quốc gia được xác định rõ trong điều lệ tư cách FIFA. Các cầu thủ có thể giữ hơn một quốc tịch ngoài FIFA.
| Số | VT | Quốc gia | Cầu thủ            |
| -- | -- | -------- | ------------------ |
| 20 | TĐ | Haiti    | Miche-Naider Chéry |

## Ban huấn luyện hiện tại
| Chức vụ                 | Tên              |
| ----------------------- | ---------------- |
| Trưởng đoàn             | Phạm Công Phương |
| Huấn luyện viên         | Chu Đình Nghiêm  |
| Trợ lý Huấn luyện viên  | Lê Bật Hiếu      |
| Trợ lý Huấn luyện viên  | Đặng Văn Thành   |
| Trợ lý Huấn luyện viên  | Ngô Anh Tuấn     |
| Huấn luyện viên thủ môn | Bùi Vinh Quang   |
| Cán bộ phân tích KT     | Đặng Hồng Trường |
| Bác sĩ                  | Nguyễn Văn Quý   |
| Nhân viên               | Đoàn Kim Đại     |
| Phiên dịch              | Nguyễn Hoàng Lê  |

## Các huấn luyện viên trong lịch sử
- 1952-1968:  Nguyễn Lan
- 1968-1974:  Nguyễn Trọng Lộ
- 1981-1998:  Trần Bình Sự
- 1998-2001:  Mai Trần Hải
- 2001-2004:  Trần Văn Phúc
- 2005-2006:  Luis Alberto
- 2007:  Laszlo Kleber
- 2007:  Luis Alberto
- 2007-2008:  Vương Tiến Dũng[11]
- 2008-2009:  Alfred Riedl[12]
- 2009:  Đinh Thế Nam[13]
- 2009-2011:  Vương Tiến Dũng[14][15]
- 2011-2012:  Nguyễn Đình Hưng
- 2012:  Lê Thụy Hải
- 2013-2014:  Hoàng Anh Tuấn
- 2014:  Dylan Kerr[16]
- 2014-2019:  Trương Việt Hoàng
- 2019-2021:  Phạm Anh Tuấn
- 2021-:  Chu Đình Nghiêm

## Thành tích thi đấu

### Thành tích bóng đá trong nước
| Chú giải màu sắc | Chú giải màu sắc |
| ---------------- | ---------------- |
| Vô địch          |                  |
| Á quân           |                  |
| Hạng ba          |                  |
| Hạng tư          |                  |
| Thăng hạng       |                  |
| Tranh trụ hạng   | Thắng play-off   |
| Tranh trụ hạng   | Thua play-off    |
| Xuống hạng       |                  |

| Thành tích của Hải Phòng từ khi V.League được thành lập | Thành tích của Hải Phòng từ khi V.League được thành lập | Thành tích của Hải Phòng từ khi V.League được thành lập | Thành tích của Hải Phòng từ khi V.League được thành lập | Thành tích của Hải Phòng từ khi V.League được thành lập | Thành tích của Hải Phòng từ khi V.League được thành lập | Thành tích của Hải Phòng từ khi V.League được thành lập | Thành tích của Hải Phòng từ khi V.League được thành lập | Thành tích của Hải Phòng từ khi V.League được thành lập | Thành tích của Hải Phòng từ khi V.League được thành lập | Thành tích của Hải Phòng từ khi V.League được thành lập |
| Năm                                                     | Hạng đấu                                                | Hạng đấu                                                | Thành tích                                              | St                                                      | T                                                       | H                                                       | B                                                       | Bt                                                      | Bb                                                      | Điểm                                                    |
| Năm                                                     | I                                                       | II                                                      | Thành tích                                              | St                                                      | T                                                       | H                                                       | B                                                       | Bt                                                      | Bb                                                      | Điểm                                                    |
| ------------------------------------------------------- | ------------------------------------------------------- | ------------------------------------------------------- | ------------------------------------------------------- | ------------------------------------------------------- | ------------------------------------------------------- | ------------------------------------------------------- | ------------------------------------------------------- | ------------------------------------------------------- | ------------------------------------------------------- | ------------------------------------------------------- |
| 2000–01                                                 |                                                         |                                                         | Thứ 6                                                   | 18                                                      | 8                                                       | 1                                                       | 9                                                       | 28                                                      | 30                                                      | 25                                                      |
| 2001–02                                                 |                                                         |                                                         | Thứ 10                                                  | 18                                                      | 5                                                       | 4                                                       | 9                                                       | 19                                                      | 26                                                      | 19                                                      |
| 2003                                                    |                                                         |                                                         | Vô địch                                                 | 22                                                      | 17                                                      | 2                                                       | 3                                                       | 48                                                      | 21                                                      | 53                                                      |
| 2004                                                    |                                                         |                                                         | Thứ 10                                                  | 22                                                      | 7                                                       | 1                                                       | 14                                                      | 22                                                      | 37                                                      | 22                                                      |
| 2005                                                    |                                                         |                                                         | Thứ 7                                                   | 22                                                      | 6                                                       | 9                                                       | 7                                                       | 31                                                      | 24                                                      | 27                                                      |
| 2006                                                    |                                                         |                                                         | Thứ 12                                                  | 24                                                      | 5                                                       | 9                                                       | 10                                                      | 31                                                      | 36                                                      | 24                                                      |
| 2007                                                    |                                                         |                                                         | Á quân                                                  | 26                                                      | 11                                                      | 12                                                      | 3                                                       | 39                                                      | 21                                                      | 45                                                      |
| 2008                                                    |                                                         |                                                         | Thứ 3                                                   | 26                                                      | 12                                                      | 8                                                       | 6                                                       | 46                                                      | 25                                                      | 44                                                      |
| 2009                                                    |                                                         |                                                         | Thứ 7                                                   | 26                                                      | 11                                                      | 3                                                       | 12                                                      | 29                                                      | 35                                                      | 36                                                      |
| 2010                                                    |                                                         |                                                         | Á quân                                                  | 26                                                      | 14                                                      | 3                                                       | 9                                                       | 41                                                      | 34                                                      | 45                                                      |
| 2011                                                    |                                                         |                                                         | Thứ 12                                                  | 26                                                      | 7                                                       | 9                                                       | 10                                                      | 28                                                      | 40                                                      | 30                                                      |
| 2012                                                    |                                                         |                                                         | Thứ 14                                                  | 26                                                      | 3                                                       | 5                                                       | 18                                                      | 27                                                      | 59                                                      | 14                                                      |
| 2013                                                    |                                                         |                                                         | Thứ 6                                                   | 20                                                      | 7                                                       | 5                                                       | 8                                                       | 39                                                      | 28                                                      | 26                                                      |
| 2014                                                    |                                                         |                                                         | Thứ 10                                                  | 22                                                      | 5                                                       | 6                                                       | 11                                                      | 26                                                      | 37                                                      | 21                                                      |
| 2015                                                    |                                                         |                                                         | Thứ 6                                                   | 26                                                      | 11                                                      | 8                                                       | 7                                                       | 31                                                      | 28                                                      | 41                                                      |
| 2016                                                    |                                                         |                                                         | Á quân                                                  | 26                                                      | 15                                                      | 5                                                       | 6                                                       | 47                                                      | 32                                                      | 50                                                      |
| 2017                                                    |                                                         |                                                         | Thứ 7                                                   | 26                                                      | 11                                                      | 10                                                      | 8                                                       | 34                                                      | 32                                                      | 38                                                      |
| 2018                                                    |                                                         |                                                         | Thứ 6                                                   | 26                                                      | 9                                                       | 7                                                       | 10                                                      | 26                                                      | 26                                                      | 34                                                      |
| 2019                                                    |                                                         |                                                         | Thứ 12                                                  | 26                                                      | 8                                                       | 6                                                       | 12                                                      | 33                                                      | 44                                                      | 30                                                      |
| 2020                                                    |                                                         |                                                         | Thứ 12                                                  | 18                                                      | 5                                                       | 4                                                       | 9                                                       | 15                                                      | 25                                                      | 19                                                      |
| 2021                                                    |                                                         |                                                         | Mùa giải bị hủy vì COVID-19                             | Mùa giải bị hủy vì COVID-19                             | Mùa giải bị hủy vì COVID-19                             | Mùa giải bị hủy vì COVID-19                             | Mùa giải bị hủy vì COVID-19                             | Mùa giải bị hủy vì COVID-19                             | Mùa giải bị hủy vì COVID-19                             | Mùa giải bị hủy vì COVID-19                             |
| 2022                                                    |                                                         |                                                         | Á quân                                                  | 24                                                      | 14                                                      | 6                                                       | 4                                                       | 39                                                      | 26                                                      | 48                                                      |
| 2023                                                    |                                                         |                                                         | Thứ 6                                                   | 20                                                      | 6                                                       | 8                                                       | 6                                                       | 20                                                      | 23                                                      | 26                                                      |
| 2023–24                                                 |                                                         |                                                         | Thứ 7                                                   | 26                                                      | 9                                                       | 8                                                       | 9                                                       | 42                                                      | 39                                                      | 35                                                      |
| 2024–25                                                 |                                                         |                                                         | Thứ 6                                                   | 26                                                      | 9                                                       | 8                                                       | 9                                                       | 29                                                      | 27                                                      | 35                                                      |

### Cúp quốc gia
| Thành tích tại Giải bóng đá Cúp quốc gia | Thành tích tại Giải bóng đá Cúp quốc gia | Thành tích tại Giải bóng đá Cúp quốc gia | Thành tích tại Giải bóng đá Cúp quốc gia | Thành tích tại Giải bóng đá Cúp quốc gia | Thành tích tại Giải bóng đá Cúp quốc gia | Thành tích tại Giải bóng đá Cúp quốc gia |
| Năm                                      | Vòng                                     | Ngày                                     | Sân vận động                             | Đối thủ                                  | Kết quả (HPFC bên trái)                  | Thành tích                               |
| Năm                                      | Vòng                                     | Ngày                                     | Sân vận động                             | Đối thủ                                  | Tỉ số                                    | Thành tích                               |
| ---------------------------------------- | ---------------------------------------- | ---------------------------------------- | ---------------------------------------- | ---------------------------------------- | ---------------------------------------- | ---------------------------------------- |
| 2020                                     | Vòng loại                                | 25 tháng 5, 2022                         | Cao Lãnh                                 | Đồng Tháp                                | 1–3                                      | Vòng loại                                |
| 2021                                     | Vòng loại                                | 24 tháng 4, 2022                         | Lạch Tray                                | Bình Phước                               | 0-0 (Pen 4-3)                            | Hủy                                      |
| 2021                                     | Vòng 1/8                                 | Hủy                                      | Hàng Đẫy                                 | Viettel                                  | Hủy                                      | Hủy                                      |
| 2022                                     | Vòng loại                                | 7 tháng 4, 2022                          | Thanh Trì                                | Phù Đổng                                 | 3–1                                      | Vòng 1/8                                 |
| 2022                                     | Vòng 1/8                                 | 11 tháng 4, 2022                         | Quy Nhơn                                 | Topenland Bình Định                      | 0–1                                      | Vòng 1/8                                 |
| 2023                                     | Vòng loại                                | 2 tháng 4, 2023                          | Thiên Trường                             | Thép Xanh Nam Định                       | 1–1(Pen 3-4)                             | Vòng loại                                |
| 2023-24                                  | Vòng 1/8                                 | 12 tháng 3, 2024                         | Lạch Tray                                | Quảng Nam                                | 2-1                                      | Tứ kết                                   |
| 2023-24                                  | Tứ Kết                                   | 29 tháng 4, 2024                         | Thanh Hóa                                | Đông Á Thanh Hóa                         | 1-1(Pen 4-2)                             | Tứ kết                                   |
| 2024-25                                  | Vòng loại                                | 20 tháng 10, 2024                        | Tam Kỳ                                   | Quảng Nam                                | 4-2                                      | Tứ kết                                   |
| 2024-25                                  | Vòng 1/8                                 | 4 tháng 3, 2025                          | Thanh Hóa                                | Đông Á Thanh Hóa                         | 1-0                                      | Tứ kết                                   |
| 2024-25                                  | Tứ kết                                   | 22 tháng 4, 2025                         | Lạch Tray                                | Công An Hà Nội                           | 1-3                                      | Tứ kết                                   |

### Đấu trường châu lục
| Thành tích của CLB Bóng đá Hải Phòng tại các giải cấp châu lục | Thành tích của CLB Bóng đá Hải Phòng tại các giải cấp châu lục | Thành tích của CLB Bóng đá Hải Phòng tại các giải cấp châu lục | Thành tích của CLB Bóng đá Hải Phòng tại các giải cấp châu lục | Thành tích của CLB Bóng đá Hải Phòng tại các giải cấp châu lục | Thành tích của CLB Bóng đá Hải Phòng tại các giải cấp châu lục | Thành tích của CLB Bóng đá Hải Phòng tại các giải cấp châu lục | Thành tích của CLB Bóng đá Hải Phòng tại các giải cấp châu lục | Thành tích của CLB Bóng đá Hải Phòng tại các giải cấp châu lục | Thành tích của CLB Bóng đá Hải Phòng tại các giải cấp châu lục | Thành tích của CLB Bóng đá Hải Phòng tại các giải cấp châu lục |
| Năm                                                            | Thành tích                                                     | St                                                             | T                                                              | H                                                              | B                                                              | Bt                                                             | Bb                                                             | Đối thủ                                                        | Sân nhà                                                        | Sân khách                                                      |
| -------------------------------------------------------------- | -------------------------------------------------------------- | -------------------------------------------------------------- | -------------------------------------------------------------- | -------------------------------------------------------------- | -------------------------------------------------------------- | -------------------------------------------------------------- | -------------------------------------------------------------- | -------------------------------------------------------------- | -------------------------------------------------------------- | -------------------------------------------------------------- |
| AFC Champions League                                           |                                                                |                                                                |                                                                |                                                                |                                                                |                                                                |                                                                |                                                                |                                                                |                                                                |
| 2023–24                                                        | Vòng sơ loại                                                   | 1                                                              | 1                                                              | 0                                                              | 0                                                              | 4                                                              | 1                                                              | Rangers                                                        | 4-1                                                            | 4-1                                                            |
| 2023–24                                                        | Vòng play-off                                                  | 1                                                              | 0                                                              | 0                                                              | 1                                                              | 1                                                              | 3                                                              | Incheon United                                                 | 1-3                                                            | 1-3                                                            |
| Tổng cộng                                                      | 1 lần tham dự                                                  | 2                                                              | 1                                                              | 0                                                              | 1                                                              | 5                                                              | 4                                                              | -                                                              | -                                                              | -                                                              |
| AFC Cup                                                        |                                                                |                                                                |                                                                |                                                                |                                                                |                                                                |                                                                |                                                                |                                                                |                                                                |
| 2023–24                                                        | Vòng bảng                                                      | 6                                                              | 3                                                              | 1                                                              | 2                                                              | 13                                                             | 9                                                              | Hougang United FC                                              | -                                                              | -                                                              |
| 2023–24                                                        | Vòng bảng                                                      | 6                                                              | 3                                                              | 1                                                              | 2                                                              | 13                                                             | 9                                                              | Sabah F.C.                                                     | -                                                              | -                                                              |
| 2023–24                                                        | Vòng bảng                                                      | 6                                                              | 3                                                              | 1                                                              | 2                                                              | 13                                                             | 9                                                              | PSM Makassar                                                   | -                                                              | -                                                              |
| Tổng cộng                                                      | 1 lần tham dự                                                  | 6                                                              | 3                                                              | 1                                                              | 2                                                              | 13                                                             | 9                                                              | -                                                              | -                                                              | -                                                              |
| Cúp C2 châu Á                                                  |                                                                |                                                                |                                                                |                                                                |                                                                |                                                                |                                                                |                                                                |                                                                |                                                                |
| 1996-1997                                                      | Vòng 1                                                         | –                                                              | –                                                              | –                                                              | –                                                              | –                                                              | –                                                              | Lam Pak                                                        | Lam Pak bỏ cuộc                                                | Lam Pak bỏ cuộc                                                |
| 1996-1997                                                      | Vòng 2                                                         | 2                                                              | 0                                                              | 1                                                              | 1                                                              | 1                                                              | 4                                                              | Nagoya Grampus Eight                                           | 1-1                                                            | 0-3                                                            |
| Tổng cộng                                                      | 1 lần tham dự                                                  | 2                                                              | 0                                                              | 1                                                              | 1                                                              | 1                                                              | 4                                                              | -                                                              | -                                                              | -                                                              |